# Písařov
Písařov (in tedesco Schreibendorf) è un comune della Repubblica Ceca facente parte del distretto di Šumperk, nella regione di Olomouc.